# Modello dipolare del campo magnetico terrestre
Il modello dipolare del campo magnetico terrestre è un'approssimazione al primo ordine del reale campo geomagnetico, piuttosto complesso. A causa degli effetti del campo magnetico interplanetario e del vento solare, il modello dipolare non è abbastanza accurato a valori elevati del parametro L di McIlwain (per esempio, sopra L=3), ma può rappresentare una buona approssimazione per le L-shell inferiori. Per uno studio più preciso, o per qualunque studio ad L-shell più elevate, è consigliato un modello più accurato che tenga conto degli effetti solari, come il modello di campo magnetico di Tsyganenko.

## Equazioni
Le seguenti equazioni descrivono il campo magnetico di dipolo.
In primo luogo, definiamo {\displaystyle B_{0}} come il valor medio del campo magnetico all'equatore magnetico sulla superficie terrestre.  Tipicamente {\displaystyle B_{0}=3,12\times 10^{-5}\ {\textrm {T}}}.
Poi, le componenti radiale ed azimutale del campo possono essere descritte come
{\displaystyle B_{r}=-2B_{0}\left({\frac {R_{E}}{r}}\right)^{3}\cos \theta }
{\displaystyle B_{\theta }=-B_{0}\left({\frac {R_{E}}{r}}\right)^{3}\sin \theta }
{\displaystyle |B|=B_{0}\left({\frac {R_{E}}{r}}\right)^{3}{\sqrt {1+3\cos ^{2}\theta }}}
dove {\displaystyle R_{E}} è il raggio terrestre medio (approssimativamente 6370 km), {\displaystyle r} è la distanza radiale dal centro della Terra (usando le stesse unità di misura usate per {\displaystyle R_{E}}) e {\displaystyle \theta } è l'azimut misurato dal polo Nordi magnetico (o polo geomagnetico).
Talvolta è più conveniente esprimere il campo magnetico in termini di latitudine magnetica e distanza in raggi terrestri. La latitudine magnetica (MLAT), o latitudine geomagnetica, {\displaystyle \lambda } è misurata, con il segno positivo a Nord, dall'equatore (analogamente alla latitudine geografica) ed è correlata con {\displaystyle \theta } mediante la relazione {\displaystyle \lambda =\pi /2-\theta }. In questo caso, le componenti radiale ed azimutale del campo magnetico (quest'ultimo ancora nella direzione {\displaystyle \theta }, misurato dall'asse del polo Nord) sono date da
{\displaystyle B_{r}=-{\frac {2B_{0}}{R^{3}}}\sin \lambda }
{\displaystyle B_{\theta }={\frac {B_{0}}{R^{3}}}\cos \lambda }
{\displaystyle |B|={\frac {B_{0}}{R^{3}}}{\sqrt {1+3\sin ^{2}\lambda }}}
dove {\displaystyle R} in questo caso è espresso in raggi terrestri ({\displaystyle R=r/R_{E}}).

## Latitudine invariante
La latitudine invariante è un parametro che indica dove una particolare linea del campo magnetico interseca la superficie terrestre. È data da
{\displaystyle \Lambda =\arccos \left({\sqrt {1/L}}\right)}
o
{\displaystyle L=1/\cos ^{2}\left(\Lambda \right)}
dove {\displaystyle \Lambda } è la latitudine invariante ed {\displaystyle L} è la L-shell che descrive la linea di campo magnetico in questione.
Sulla superficie terrestre, la latitudine invariante ({\displaystyle \Lambda }) è uguale alla latitudine magnetica ({\displaystyle \lambda }).